# Acropora speciosa
Acropora speciosa е вид корал от семейство Acroporidae. Видът е уязвим и сериозно застрашен от изчезване.

## Разпространение и местообитание
Разпространен е в Австралия, Американска Самоа, Вануату, Индонезия, Кирибати, Малайзия, Малки далечни острови на САЩ, Маршалови острови, Микронезия, Науру, Ниуе, Острови Кук, Палау, Папуа Нова Гвинея, Самоа, Сингапур, Соломонови острови, Тайланд, Токелау, Тонга, Тувалу, Уолис и Футуна, Фиджи, Филипини и Френска Полинезия.
Обитава океани и рифове в райони с тропически климат.

## Описание
Популацията на вида е намаляваща.